# Damir Ceter
Damir Céter Valencia (Buenaventura, Valle del Cauca; 2 de noviembre de 1997) es un futbolista colombiano que juega como delantero en el Jaguares de Córdoba de la Categoría Primera B de Colombia.
Ceter fue el «Jugador Revelación» de la temporada 2016 de la Primera B colombiana, dejando en visto sus grandes dotes futbolísticos como lo son la pegada y la buena corpulencia, además de su rapidez.

## Trayectoria

### Universitario de Popayán
Ceter debutó como profesional en el Universitario de Popayán en el año 2014. En el equipo universitario anotó 7 goles en 24 juegos, esos goles y sus grandes dotes, como lo son la corpulencia, la gran estatura (1,88) y su remate de media distancia llamó la atención del Deportes Quindío.

### Deportes Quindío
Con el club 'cuyabro' debutó en el 2016, año en el que tuvo buenas actuaciones, quedando a las puertas del ascenso, sin embargo, no lo logró. También se convirtió en el jugador revelación del Torneo de Ascenso, lo que llamó la atención de los grandes del fútbol colombiano e incluso del fútbol mexicano, pero al final fue cedido a Independiente Santa Fe para la temporada 2017.

### Santa Fe
Damir Ceter llegó al cuadro cardenal a principios del 2017, cedido por el Deportes Quindío.
No pudo jugar en los primeros partidos con el club debido a su lesión con la Selección Colombia Sub-20 en el Sudamericano Sub-20 en Ecuador.
El 2 de abril de 2017 haría su debut oficial con Santa Fe enfrentando a Independiente Medellín sustituyendo a Anderson Plata, jugó 19 minutos y su equipo perdió 1-0 en el Estadio El Campín. El 23 de abril marca su primer gol en el empate a dos goles como locales frente a Rionegro Águilas.

### Cagliari
El 22 de enero de 2018 fue presentado por el Cagliari que juega en la Serie A de Italia. Debutó en la Serie A el 18 de marzo en la victoria 2 a 1 como visitantes en casa del Benevento ingresando a los 77 minutos por Han Kwang-song.

### Olbia
El 28 de junio de 2018 el Cagliari lo prestó al Olbia de la Serie C de Italia. El 12 de agosto marca su primer gol en la derrota 2-1 contra Arzachena. El 23 de enero de 2018 marcó su primer doblete con el club dándole la victoria 2-1 sobre Virtus Entella.

### Chievo Verona
En julio de 2019 fue confirmada su cesión por una temporada al Chievo Verona de la Serie B de Italia.

### Pescara
En el 2020 fue confirmada su cesión por una temporada al Pescara de la Serie B de Italia. Sus primeros dos goles con el club los marca el 18 de noviembre en la victoria 3 por 1 sobre Cittadella siendo la figura del partido. El 4 de diciembre vuelve y marca en el 2-0 como visitante ante Ascoli. El 5 de abril marca su primer gol del 2021 en el empate a un gol frente a Monza.

## Selección nacional

### Participaciones en juveniles
| Competición                            | Sede    | Resultado    | Partidos | Goles |
| -------------------------------------- | ------- | ------------ | -------- | ----- |
| Campeonato Sudamericano Sub-20 de 2017 | Ecuador | Primera fase | 2        | 2     |

## Estadísticas
| Universitario de Popayán · Colombia | 2.ª           | 2014          | 7   | 0  | 2  | 1 | - | - | 9   | 1  | 0,11 |
| Universitario de Popayán · Colombia | 2.ª           | 2015          | 15  | 4  | -  | - | - | - | 15  | 4  | 0,26 |
| Universitario de Popayán · Colombia | Total club    | Total club    | 22  | 4  | 2  | 1 | - | - | 24  | 5  | 0,20 |
| Deportes Quindío · Colombia | 2.ª           | 2016          | 25  | 14 | 3  | 0 | - | - | 28  | 14 | 0,50 |
| Deportes Quindío · Colombia | Total club    | Total club    | 25  | 14 | 3  | 0 | - | - | 28  | 14 | 0,50 |
| Santa Fe · Colombia | 1.ª           | 2017          | 10  | 1  | 1  | 0 | 5 | 1 | 16  | 2  | 0,12 |
| Santa Fe · Colombia | Total club    | Total club    | 10  | 1  | 1  | 0 | 5 | 1 | 16  | 2  | 0,12 |
| Cagliari · Italia | 1.ª           | 2018          | 6   | 0  | -  | - | - | - | 6   | 0  | 0    |
| Cagliari · Italia | 1.ª           | 2021-22       | 1   | 0  | 1  | 1 | - | - | 2   | 1  | 0,50 |
| Cagliari · Italia | Total club    | Total club    | 7   | 0  | 1  | 1 | - | - | 8   | 1  | 0,13 |
| Olbia · Italia | 3.ª           | 2018-19       | 34  | 11 | 2  | 1 | - | - | 36  | 12 | 0,29 |
| Olbia · Italia | Total club    | Total club    | 34  | 11 | 2  | 1 | - | - | 36  | 12 | 0,29 |
| Chievo Verona · Italia | 2.ª           | 2019-20       | 26  | 2  | -  | - | - | - | 26  | 2  | 0,07 |
| Chievo Verona · Italia | Total club    | Total club    | 26  | 2  | -  | - | - | - | 26  | 2  | 0,07 |
| Pescara · Italia | 2.ª           | 2020-21       | 28  | 5  | 1  | 0 | - | - | 29  | 5  | 0,17 |
| Pescara · Italia | Total club    | Total club    | 28  | 5  | 1  | 0 | - | - | 29  | 5  | 0,17 |
| Bari · Italia | 2.ª           | 2022-23       | 14  | 0  | 1  | 0 | - | - | 15  | 0  | 0    |
| Bari · Italia | Total club    | Total club    | 14  | 0  | 1  | 0 | - | - | 15  | 0  | 0    |
| Total carrera | Total carrera | Total carrera | 166 | 37 | 11 | 3 | 5 | 1 | 182 | 41 | 0,23 |
| (1) Incluye datos de la Copa Colombia ;Superliga de Colombia . (2) Incluye datos de Copa Libertadores. (3) No incluye goles en partidos amistosos. |               |               |     |    |    |   |   |   |     |    |      |

## Palmarés

### Campeonatos nacionales
| Título                | Club     | País     | Año  |
| --------------------- | -------- | -------- | ---- |
| Superliga de Colombia | Santa Fe | Colombia | 2017 |